# Arbis
Arbis korábbi község Franciaország Új-Aquitania régiójában, Gironde megyében. 2019. január 1-jén Cantois korábbi községgel egyesült és az így létrejött Porte-de-Benauge új község része lett.
Lakosainak száma 277 fő (2015).

## Története
Stratégiai helyzete miatt Benauge vicomté-hoz tartozott.

## Adminisztráció
Polgármesterek:
- 1995–2007 Jean-Paul Fabard
- 2007–2020 Carole Deladerrière[3]

## Demográfia
| Lakosok száma | 279  | 277  | 280  |
|               | 2013 | 2015 | 2016 |

## Látnivalók
- Gótikus templom
- Középkori ház
- Benauge kastály
- Vízimalmok